# Chondropoma
Chondropoma é um género de gastrópode  da família Pomatiasidae.
Este género contém as seguintes espécies:
- Chondropoma abnatum (Gundlach in Pfeiffer, 1858)[2]
- Chondropoma abtianum (Pfeiffer, 1862)[2]
- Chondropoma aguayoi Torre & Bartsch, 1938[2]
- Chondropoma alayoi Aguayo & Jaume, 1957[2]
- Chondropoma alberti Clench & Aguayo, 1948[2]
- Chondropoma alcaldei Jaume & Sánchez de Fuentes, 1943[2]
- Chondropoma antonense Torre & Bartsch, 1938[2]
- Chondropoma aspratile (Morelet, 1873)
- Chondropoma asperulum Aguayo, 1934[2]
- Chondropoma auberianum (d’Orbigny, 1842)[2][3]
- Chondropoma bairense Torre & Bartsch, 1938[2]
- Chondropoma cabrerai Torre & Bartsch, 1938[2]
- Chondropoma callipeplum Solem, 1961[4]
- Chondropoma carenasense Pilsbry & Henderson, 1912[2]
- Chondropoma cleti Aguayo, 1939[2]
- Chondropoma cognatum Torre & Bartsch, 1938[2]
- Chondropoma confertum (Poey, 1852)[2]
- Chondropoma chordatum (Gundlach in Pfeiffer, 1858)[2]
- Chondropoma daudinoti (Gundlach in Pfeiffer, 1860)[2]
- Chondropoma delatreanum (d’Orbigny, 1842)[2]
- Chondropoma dilatatum (Gundlach in Pfeiffer, 1859)[2]
- Chondropoma eduardoi Aguayo, 1934[2]
- Chondropoma erectum (Gundlach in Pfeiffer, 1858)[2]
- Chondropoma ernesti Pfeiffer, 1862[2]
- Chondropoma fuentesi Jaume & Alcalde, 1944[2]
- Chondropoma garcianum Torre, 1913[2]
- Chondropoma greenfieldi Torre & Bartsch, 1938[2]
- Chondropoma guisaense Torre & Bartsch, 1938[2]
- Chondropoma gutierrezi (Gundlach in Pfeiffer, 1856)[2]
- Chondropoma holguinense (Aguayo, 1944)[2]
- Chondropoma irradians (Robert J. Shuttleworth in Pfeiffer, 1852)[2][3]
- Chondropoma jaulense Torre & Bartsch, 1938[2]
- Chondropoma laetum (Gutierrez in Poey, 1858)[2]
- Chondropoma lembeyi Torre & Bartsch, 1938[2]
- Chondropoma leoni Torre & Bartsch, 1938[2]
- Chondropoma marginalbum (Gundlach in Pfeiffer, 1859)[2]
- Chondropoma moestum (Robert J. Shuttleworth in Pfeiffer, 1854)[2]
- Chondropoma montanum Torre & Bartsch, 1938[2]
- Chondropoma neglectum (Gundlach in Pfeiffer, 1856)[2]
- Chondropoma nicolasi Torre & Bartsch, 1938[2]
- Chondropoma nigriculum (Gundlach, 1860)[2]
- Chondropoma obesum (Menke, 1830)[2]
- Chondropoma oxytremum (Gundlach in Pfeiffer, 1860)[2]
- Chondropoma perlatum (Gundlach in Poey, 1858)[2]
- Chondropoma pfeifferi Aguayo, 1945[2]
- Chondropoma pfeifferianum (Poey, 1851)[2]
- Chondropoma pictum (Pfeiffer, 1839)[2][3]
- Chondropoma poeyanum (d’Orbigny, 1842)[2]
- Chondropoma portuandoi Torre & Bartsch, 1938[2]
- Chondropoma presasianum (Gundlach, 1863)[2]
- Chondropoma revinctum (Poey, 1851)[2]
- Chondropoma revocatum (Gundlach in Pfeiffer, 1857)[2]
- Chondropoma rolandoi Aguayo, 1943[2]
- Chondropoma rufilabre (Potiez & Michaud, 1838)
- Chondropoma rufopictum (Gundlach in Pfeiffer, 1860)[2]
- Chondropoma solidulum (Gundlach in Pfeiffer, 1860)[2]
- Chondropoma tejedori Clench & Aguayo, 1946[2]
- Chondropoma tenuisculptum Aguayo, 1939[2]
- Chondropoma textum (Gundlach in Pfeiffer, 1858)[2]
- Chondropoma unilabiatum (Gundlach in Pfeiffer, 1860)[2]
- Chondropoma vespertinum (Morelet, 1851)[2]
- Chondropoma virgineum Aguayo, 1953[2]
- Chondropoma wilcoxi Pilsbry & Henderson, 1912[2]
- Chondropoma wrighti (Pfeiffer, 1862)[2]
- Chondropoma yucayum (Presas in Pfeiffer, 1863)[2]
- Chondropoma zorrillae Jaume, 1984[2]